# Jean-Baptiste Lallemand
Pour les articles homonymes, voir Lallemand et Lallemant.
Jean-Baptiste Lallemand (l'artiste signe parfois « Lallemant »), né à Dijon en 1716 et mort à Paris le 1er février 1803, est un graveur à l’eau-forte et peintre de genre, d’histoire, de marines et de paysages français.

## Biographie

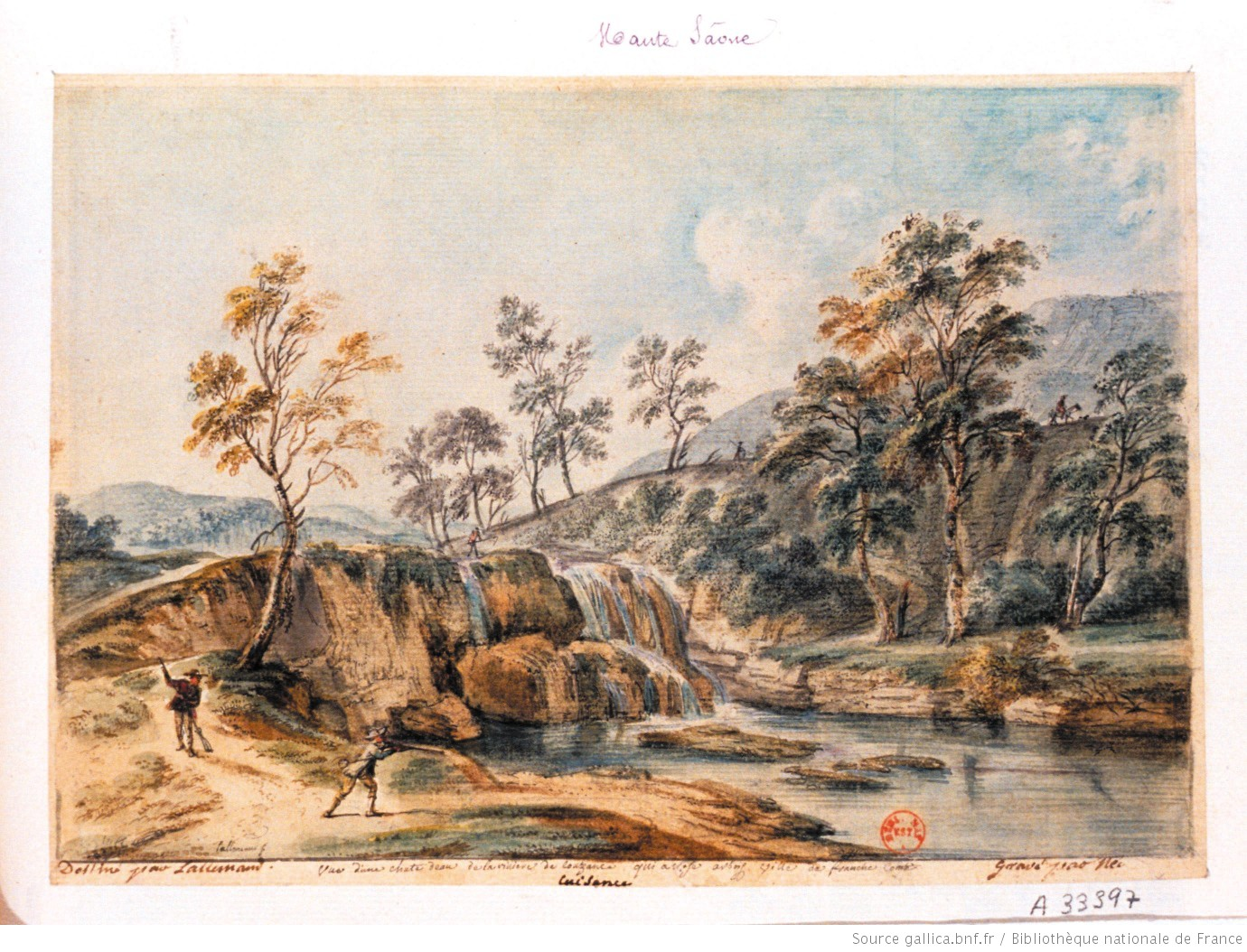
Vue d'une chute d'eau de la rivière de Couzance [i.e Cuisance] qui arrose Arbois ville de Franche Comté

Le père de Lallemand, qui était tailleur d’habits, destinait son fils à suivre la même profession que lui, mais ce genre d’occupation ne plaisait guère à ce dernier qui employait le peu de loisirs qu’elle lui laissait, à manier le crayon ou le pinceau. Au bout de quelque temps, ayant cependant obtenu l’agrément de son père pour aller travailler à Paris comme garçon tailleur, il vint y exercer sa profession vers 1739. Un jour qu’il était l’aiguille à la main sur l’établi, il rencontra par hasard une personne qui désirait avoir quatre tableaux pour décorer sa maison de campagne, et qui, sur l’offre du jeune homme, voulut bien lui en confier l’exécution. Il avait choisi pour sujet les quatre saisons. Généreusement payé, ce coup d’essai du jeune peintre fut pour lui le présage de plus grands succès, et il eut bientôt acquis assez de réputation pour que les connaisseurs voulussent avoir de ses ouvrages.
Il passa alors en Angleterre, où il fit de bonnes affaires mais, ne pouvant s’accoutumer à la température de ce pays, il revint en France et, après être resté quelque temps à Dijon, au sein de sa famille, il partit, en 1747, pour Rome, où il fit différents ouvrages pour le Vatican. Plusieurs cardinaux, pleins d’estime pour ses talents, l’employèrent également. Il revint néanmoins en France, et s’installa à Paris, où il fut reçu membre de l’Académie de Saint-Luc en 1751. Ses deux morceaux qu’il fit pour sa réception furent accueillis avec une satisfaction unanime. Les moines de Saint-Martin près Autun lui demandèrent six grands tableaux pour décorer leur réfectoire. Ces morceaux, dignes du plus grand éloge, sont devenus, depuis la Révolution, la propriété de particuliers.
Lallemand peignait tous les genres, mais il excellait surtout dans les paysages et dans les marines. Peintre paysagiste fécond, il a parfois réalisé d'aimables scènes de genre. Le musée des Beaux-Arts de Dijon possède de nombreuses œuvres de lui, dont un dessin et un tableau représentant le château de Montmusard.

## Œuvres

### Peintures
- Chartres, musée des Beaux-Arts :

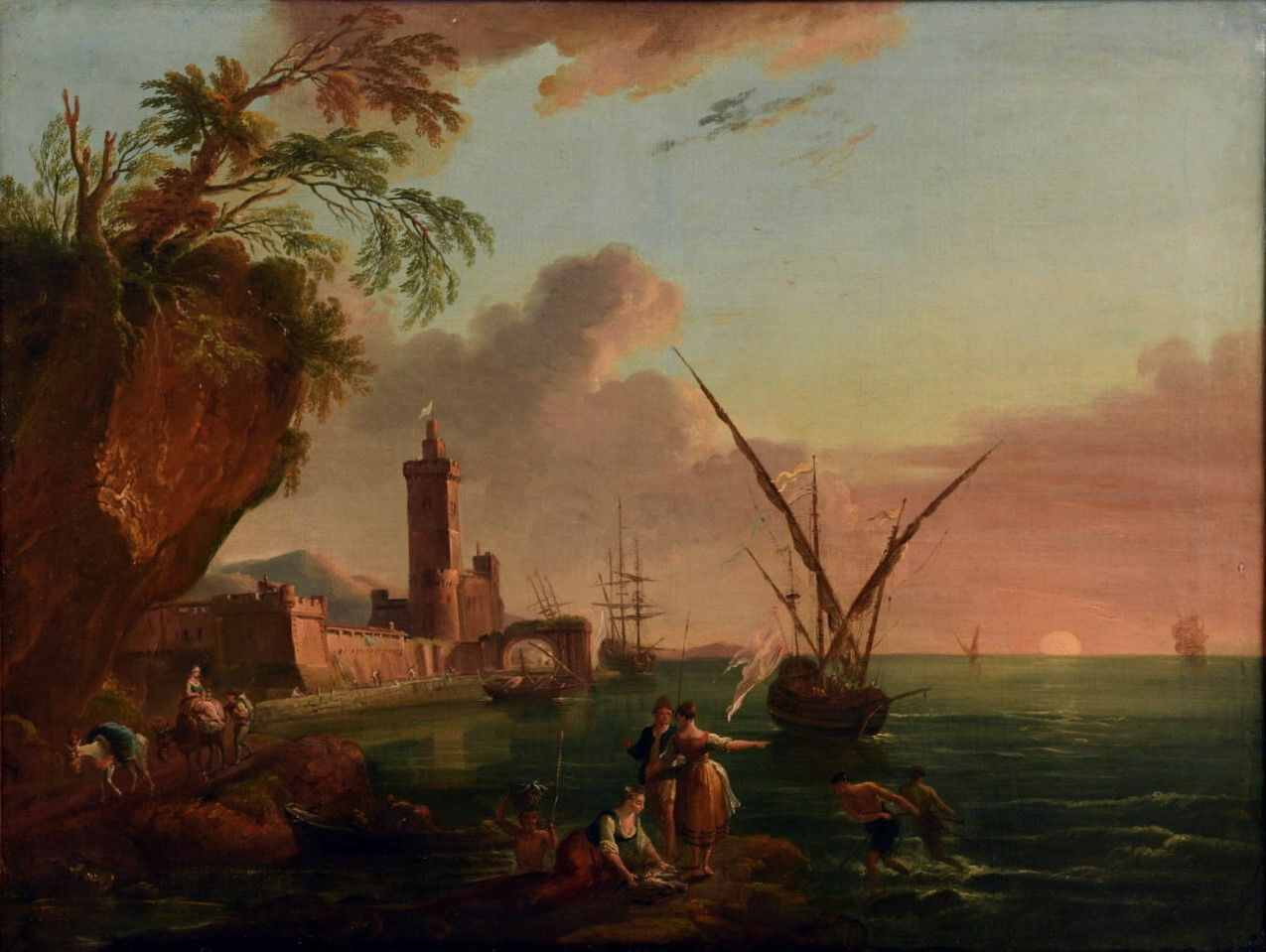
Soleil couchant sur un port méditerranéen, musée des Beaux-Arts de Chartres.

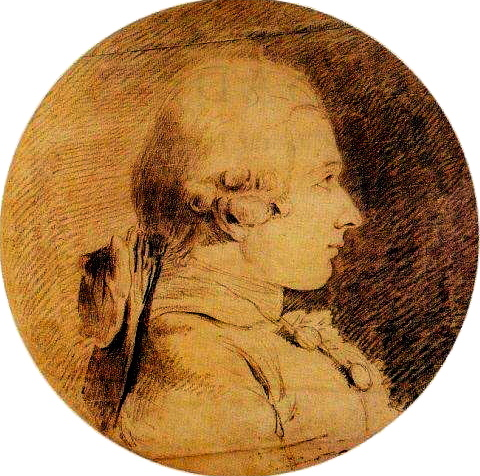
Le célèbre portrait du marquis de Sade, par Lallemand

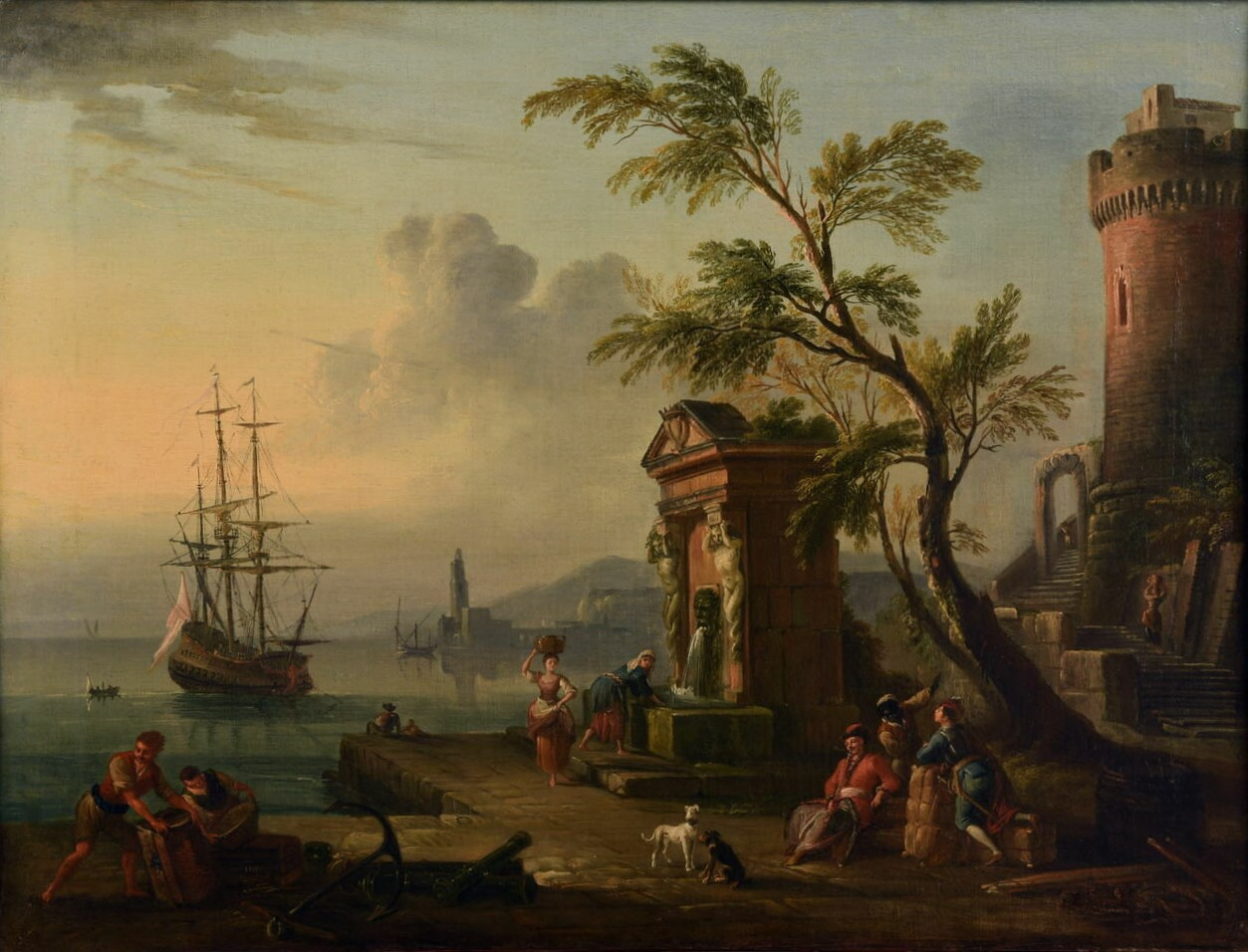
Vue d'un port avec fontaine, musée des Beaux-Arts de Chartres.

  - Soleil couchant sur un port méditerranéen, huile sur toile 54 × 70 cm, dépôt du musée du Louvre (inv. MNR 715)[3],[4] ;
  - Vue d'un port avec fontaine, huile sur toile 54 × 70 cm, dépôt du musée du Louvre (inv. MNR 758)[3],[4].

- Clermont-Ferrand, musée d'Art Roger-Quilliot : 
  - Repas de noce, v. 1775, huile sur toile ;

- Dijon, musée des Beaux-Arts :
  - Les Préparatifs du repas, v. 1761, huile sur toile, 46 x 64 cm[5]
  - Le Bénédicité, v. 1761, huile sur toile, 46 x 64 cm[6]
  - L'Abreuvoir, v. 1764, huile sur toile, 75 x 99,9 cm[7]
  - L'Atelier du peintre, v. 1780, huile sur toile, 33,1 x 41,5 cm[8]
  - Dijon vu de Daix, v. 1792, huile sur toile, 64,5 x 111 cm[9]
  - Le Soir (en pendant avec Le Matin), huile sur toile, 227 x 330 cm[10]
  - Le Matin (en pendant avec Le Soir), huile sur toile, 227 x 330 cm[11]
  - Le Christ et la Samaritaine, huile sur toile, 56 x 74 cm[12]
  - Chèvres, huile sur carton, 16,2 x 21,8 cm[13]
  - La Becquée, huile sur bois, 30 x 40 cm[14]
  - Paysage, huile sur toile, 42,5 x 61,2 cm[15]
  - La Vallée de l'Ouche près de Dijon, huile sur toile, 63 x 96,5 cm[16]
  - La Bouillie au coin du feu, huile sur toile, 33 x 41 cm[17]
  - Ruines romaines, huile sur bois, 44,2 x 61,9 cm[18]
  - Le Coup de l'étrier, huile sur toile, 41,5 x 51 cm[19]
  - La Cruche brisée, huile sur toile, 51,8 x 63,8 cm[20]
  - Le Château et le pont Saint-Ange, huile sur toile, 48,2 x 74 cm[21]
  - Le Ponte Rotto, huile sur toile, 48 x 74 cm[22]
  - Vue du château de Montmusard près de Dijon en face du couchant, huile sur toile, 89 x 118 cm[23]

- La Fère, musée Jeanne d'Aboville :
  - Le gué, huile sur toile, 49 x 68 cm
  - Halte de chasse, huile sur toile, 40 x 60 cm

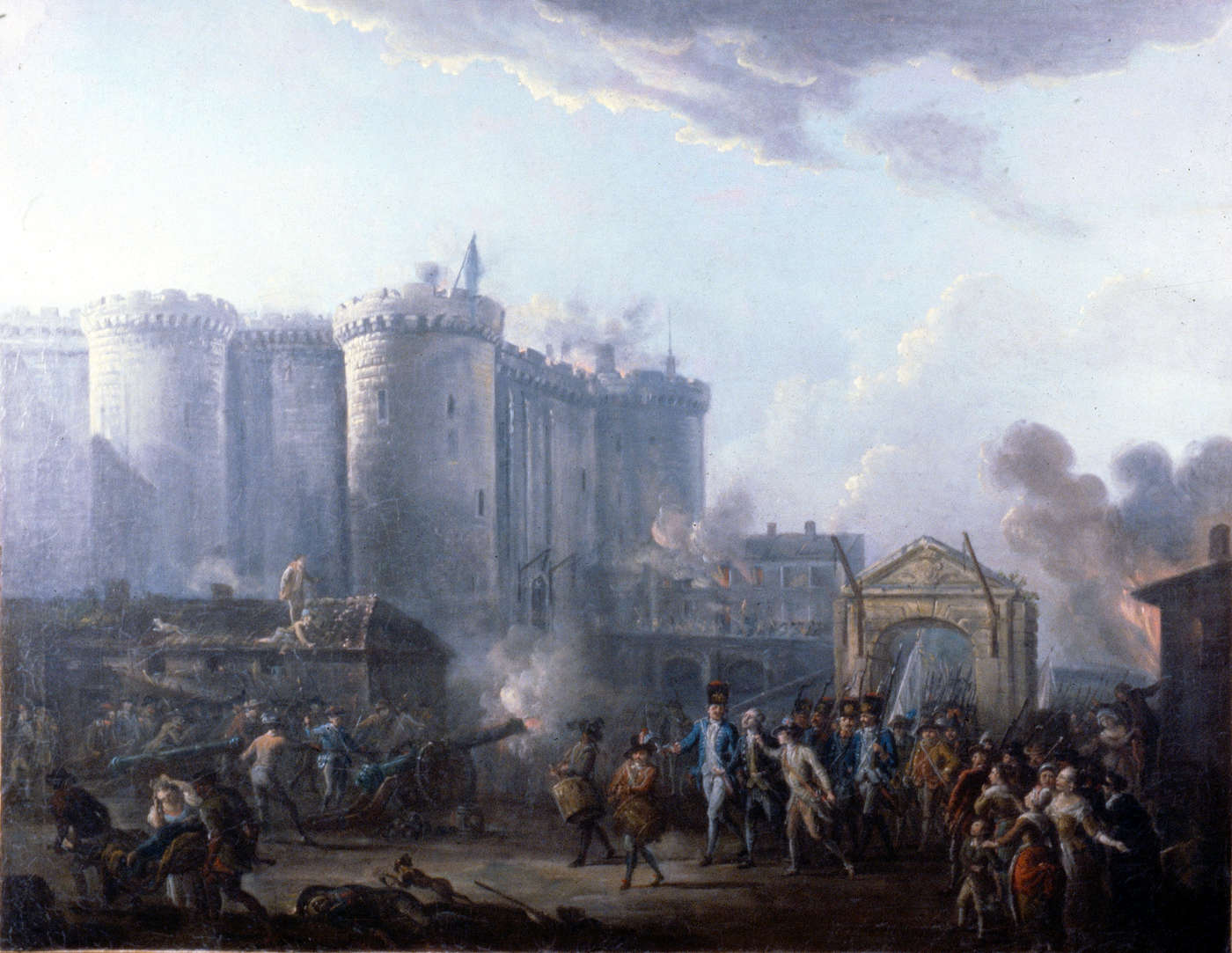
L'Arrestation du gouverneur de la Bastille, le 14 juillet 1789, musée de la Révolution française.

- Vizille, musée de la Révolution française :
  - L'Arrestation du gouverneur de la Bastille, le 14 juillet 1789, v. 1790/95, huile sur toile, 63 × 80 cm
  - Le Pillage de l'Hôtel des Invalides 1789, huile sur toile ;
  - Massacre de Jacques de Flesselles, le 14 juillet 1789, huile sur toile ;
  - Pillage des armes aux Invalides, le matin du 14 juillet 1789, huile sur toile ;
  - La Pyramide de Cajus Cestius à Rome ;
  - La Cuisine bourgeoise ;
  - Charge du prince de Lambesc à la tête du régiment Royal allemand, le 12 juillet 1789.
  - La prise de la Bastille, le 14 juillet 1789.

### Dessins - aquarelles
- Paris
  - Bibliothèque nationale de France, département des estampes
    - S.d., Hôtel de Beau Veau, dessin plume et encre brune, aquarelle ;
    - Vue de la ville et du port de Rouen, prise du faubourg Saint-Sever, dessin, 21.2 x 35 cm, sur Gallica.

  - Musée Carnavalet
    - v. 1775 - La Halle aux Veaux, lavis, plume et aquarelle, Sbd, 18,5 × 32,3 cm, réserve dessins.

  - Musée du Louvre
    - Vue intérieure de la nef de l'abbatiale de Cluny III, vers l'abside, vers 1773-1780, encre brune et lavis brun et gris, rehauts de gouache blanche sur papier collé sur carton, 23 x 30 cm.

### Gravures

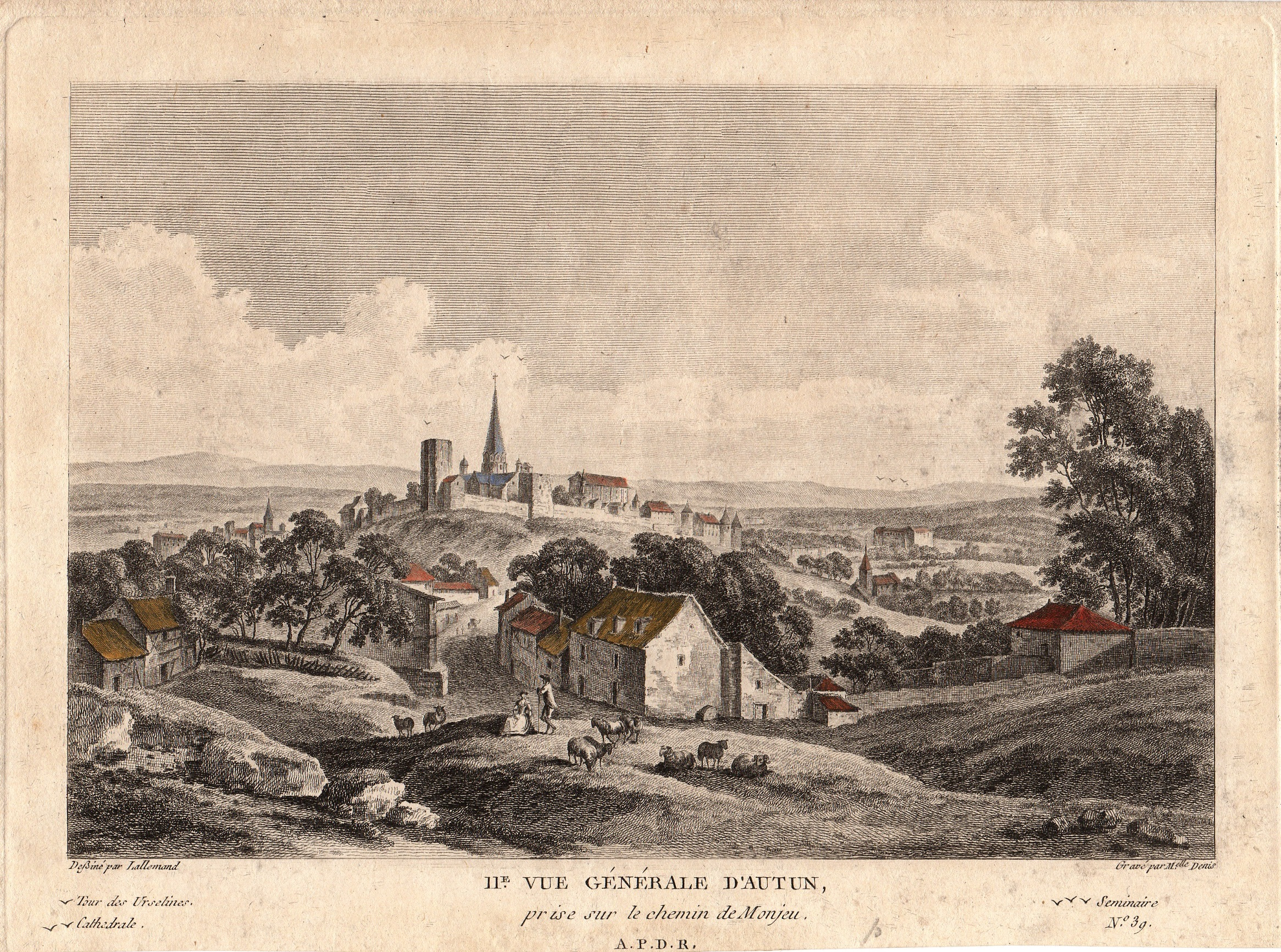
Vue générale d'Autun prise sur le chemin de Monjeu (vers 1780)

- Diverses vues de villes, notamment de Bourgogne.
- Voir la gravure reproduite ci-contre, par Mademoiselle Denis d'après un dessin de Lallemand. Il faut noter l'amusante localisation des édifices par l'indication d'un ou plusieurs oiseaux volant au-dessus du lieu précis : Tour des Ursulines, un oiseau, cathédrale, deux, séminaire trois. Les initiales APDR signifient : Avec Privilèges Du Roi.

Cette gravure au burin a été coloriée. Certains toits sont soit bleus car couvert d'ardoises comme l'église, soit rouges, car couvert de tuiles.

## Sources
- Claude-Xavier Girault, Essais historiques et biographiques sur Dijon, Dijon, Victor Lagier, 1814, 564 p., p. 469-70.
- Philippe Le Bas, France. Dictionnaire encyclopédique, t. 9, Paris, Firmin Didot, 1843, 880 p., p. 874.
- Adolphe Siret, Dictionnaire des peintres de toutes les écoles depuis l’origine de la peinture jusqu’à nos jours, Paris, A. Lacroix, Verboeckhoven et Cie, 1866, 1155 p., p. 496.